# 棕櫚異柳珊瑚
棕櫚異柳珊瑚（學名：Coelogorgia palmosa，英語：Tube Coral,Twig Coral）是異柳珊瑚屬的單型物種。臂尾輪蟲、鹵蟲屬、橈足類、北極紅蝦、魚卵、浮游生物、浮游動物、分布在非洲東南部海域（馬達加斯加、南非、坦尚尼亞）、東南亞（菲律賓-印尼地區）和澳洲。棕櫚異柳珊瑚會形成草叢狀，質地堅硬而脆，只有小枝稍有彈性。 通常生長成濃密的叢狀，高度可達一公尺。整個珊瑚是由莖、分枝和細分枝組成。 分枝是交替排列，並以陡的角度從主幹向外分枝。棕櫚異柳珊瑚并不常见，通常出现在潟湖和沙洲上。

## 資料來源
1. ↑  . www.sealifebase.ca.   [2023-09-30].
2. ↑  . www.marinespecies.org.   [2023-09-30]. （原始内容存档于2022-11-11）.
3. ↑  . www.marinespecies.org.   [2023-09-30]. （原始内容存档于2022-10-04）.
4. ↑  . www.reeflex.net.   [2023-09-30].
5. ↑  . www.marinespecies.org.   [2023-09-30]. （原始内容存档于2022-10-04）.
6. ↑  . www.gbif.org.   [2023-09-30]. （原始内容存档于2021-11-04） （英语）.
7. ↑  Wilson, Nerida. . WA Museum Collections. 2017-06-18  [2023-09-30] （英语）.